# Campionati mondiali di sollevamento pesi 2018 - 102 kg maschile
Le gare di sollevamento pesi della categoria fino a 102 kg maschile — pesi massimi primi — dei campionati mondiali del 2018 si sono svolte l'8 novembre 2018 ad Aşgabat presso la Weightlifting Arena dell'Aşgabat Olympic Complex.
Žygimantas Stanulis, inizialmente classificatosi al 18º posto, venne squalificato nel gennaio del 2020 per utilizzo di sostanze proibite.

## Programma
L'orario indicato corrisponde a quello turkmeno (UTC+05:00)
| Data            | Orario | Evento   |
| --------------- | ------ | -------- |
| 8 novembre 2018 | 12:00  | Gruppo B |
| 8 novembre 2018 | 19:55  | Gruppo A |

## Medagliati
Per ciascun esercizio, i primi tre classificati sono i seguenti:
| Esercizio | Oro             | Oro    | Argento      | Argento | Bronzo          | Bronzo |
| --------- | --------------- | ------ | ------------ | ------- | --------------- | ------ |
| Strappo   | Akbar Djuraev   | 180 kg | Ali Hashemi  | 179 kg  | Dmytro Čumak    | 176 kg |
| Slancio   | Reza Beiranvand | 218 kg | Dmytro Čumak | 217 kg  | Ali Hashemi     | 217 kg |
| Totale    | Ali Hashemi     | 396 kg | Dmytro Čumak | 393 kg  | Reza Beiranvand | 393 kg |

## Record
Prima di questa competizione, i record mondiali esistenti erano i seguenti:
| Record mondiale | Strappo | Mondiale standard | 191 kg | — | 1º novembre 2018 |
| Record mondiale | Slancio | Mondiale standard | 231 kg | — | 1º novembre 2018 |
| Record mondiale | Totale  | Mondiale standard | 412 kg | — | 1º novembre 2018 |

## Risultati
| Pos. | Atleta                    | Gr. | Peso atleta | Strappo (kg) | Strappo (kg) | Strappo (kg) | Strappo (kg) | Slancio (kg) | Slancio (kg) | Slancio (kg) | Slancio (kg) | Totale   |
| Pos. | Atleta                    | Gr. | Peso atleta | 1            | 2            | 3            | Pos.         | 1            | 2            | 3            | Pos.         | Totale   |
| ---- | ------------------------- | --- | ----------- | ------------ | ------------ | ------------ | ------------ | ------------ | ------------ | ------------ | ------------ | -------- |
|      | Ali Hashemi (IRI)         | A   | 101.72      | 172          | 177          | 179          |              | 211          | 217          | 221          |              | 396      |
|      | Dmytro Čumak (UKR)        | A   | 100.80      | 171          | 176          | 179          |              | 210          | 217          | 221          |              | 393      |
|      | Reza Beiranvand (IRI)     | A   | 98.61       | 166          | 172          | 175          | 4            | 207          | 208          | 218          |              | 393      |
| 4    | Akbar Djuraev (UZB)       | A   | 101.67      | 173          | 178          | 180          |              | 200          | 207          | 212          | 4            | 392      |
| 5    | Irakli Chkheidze (GEO)    | A   | 100.52      | 164          | 168          | 168          | 5            | 207          | 208          | 213          | 5            | 376      |
| 6    | Kostiantjn Reva (UKR)     | A   | 101.23      | 162          | 162          | 167          | 7            | 201          | 206          | 213          | 6            | 373      |
| 7    | Maksim Šejko (RUS)        | A   | 101.92      | 161          | 166          | 167          | 8            | 200          | 200          | 205          | 7            | 367      |
| 8    | Matej Kováč (SVK)         | A   | 101.95      | 163          | 168          | 169          | 10           | 193          | 198          | 205          | 8            | 361      |
| 9    | Aleksandr Zaičikov (KAZ)  | A   | 101.92      | 165          | 165          | 170          | 9            | 195          | 195          | —            | 10           | 360      |
| 10   | Taro Tanaka (JPN)         | A   | 101.96      | 160          | 167          | 173          | 6            | 190          | 190          | 195          | 13           | 357      |
| 11   | Arnas Šidiškis (LTU)      | B   | 101.55      | 155          | 155          | 155          | 11           | 184          | 189          | 189          | 14           | 344      |
| 12   | Koriata Petelo (SAM)      | B   | 100.52      | 145          | 150          | 155          | 13           | 185          | 193          | 201          | 11           | 343      |
| 13   | Javier Azcatl (MEX)       | B   | 100.95      | 145          | 148          | 148          | 16           | 190          | 195          | 201          | 9            | 340      |
| 14   | Rigoberto Pérez (MEX)     | B   | 99.70       | 143          | 147          | 150          | 14           | 183          | 188          | 191          | 15           | 338      |
| 15   | Petunu Opeloge (SAM)      | B   | 100.61      | 140          | 145          | 150          | 17           | 180          | 185          | 190          | 12           | 335      |
| 16   | Patrik Krywult (CZE)      | B   | 101.32      | 147          | 151          | 155          | 12           | 176          | 176          | 183          | 17           | 327      |
| 17   | Hannes Keskitalo (FIN)    | B   | 101.97      | 140          | 146          | 146          | 18           | 185          | 185          | 185          | 16           | 325      |
| 18   | Ruben Burger (RSA)        | B   | 101.62      | 125          | 130          | 130          | 19           | 155          | 157          | 163          | 18           | 287      |
| —    | Owen Boxall (GBR)         | B   | 101.24      | 148          | 152          | 154          | 15           | 183          | 183          | —            | —            | —        |
| —    | Ilya Ilin (KAZ)           | A   | 101.76      | —            | —            | —            | —            | —            | —            | —            | —            | —        |
| DSQ  | Žygimantas Stanulis (LTU) | B   | 99.20       | 140          | 150          | 150          | —            | 155          | 165          | —            | —            | —        |
| —    | Ovez Ovezov (TKM)         | B   | ritirato    | ritirato     | ritirato     | ritirato     | ritirato     | ritirato     | ritirato     | ritirato     | ritirato     | ritirato |